# Choanomphalus aorus
Choanomphalus aorus е вид коремоного от семейство Planorbidae.

## Разпространение
Видът е разпространен в Русия. Среща се в езерото Байкал и река Ангара.